# Phyllitis plantaginea
Phyllitis plantaginea là một loài thực vật có mạch trong họ Aspleniaceae. Loài này được (Schrad.) Kuntze miêu tả khoa học đầu tiên.